# Ами Буе (връх)
 Тази статия е за връх в Антарктика.  За изследователя вижте Ами Буе.  
Ами Буе (на английски: Ami Boué Peak) е връх с височина 1101 m в Антарктика. Получава това име в чест на немско-френско-австрийския изследовател Ами Буе през 2010 г.

## Описание
Върхът се намира в северния край на платото Лаклавер, на 12,56 km запад-югозапад от връх Фидесе, 8,43 km северно от нунатак Каниц и 11,14 km североизточно от връх Дъбник.

## Картографиране
Британско-немска топографска карта на върха от 1996 г.

## Карти
- Trinity Peninsula Архив на оригинала от 2015-09-23 в Wayback Machine.. Scale 1:250000 topographic map No. 5697. Institut für Angewandte Geodäsie and British Antarctic Survey, 1996.